# Красноподгорное сельское поселение
Красноподгорное се́льское поселе́ние — муниципальное образование в Краснослободском районе Мордовии Российской Федерации.
Административный центр — деревня Красная Подгора.

## История
Образовано в 2005 году в границах сельсовета.
Законом от 24 апреля 2019 года в Красноподгорное сельское поселение (сельсовет) были включены все населённые пункты упразднённого Чукальского сельского поселения (сельсовета).

## Население
| 2002  | 2010  | 2012  | 2013  | 2014  | 2015  | 2016  |
| ----- | ----- | ----- | ----- | ----- | ----- | ----- |
| 1778  | ↘1587 | ↘1531 | ↘1501 | ↘1481 | ↘1426 | ↘1394 |
| 2017  | 2018  | 2019  | 2020  | 2021  |       |       |
| ↘1372 | ↘1320 | ↘1294 | ↗1606 | ↘1554 |       |       |

## Состав сельского поселения
| №  | Населённый пункт         | Тип населённого пункта | Население |
| -- | ------------------------ | ---------------------- | --------- |
| 1  | Желтоногово              | деревня                | ↘434      |
| 2  | Красная Волна            | деревня                | ↘39       |
| 3  | Красная Подгора          | деревня                | ↘236      |
| 4  | Мордовское Маскино       | деревня                | ↘45       |
| 5  | Новый Усад               | село                   | ↘454      |
| 6  | Потякши                  | село                   | ↘39       |
| 7  | Русское Маскино          | село                   | ↘330      |
| 8  | Русско-Полянские Выселки | деревня                | ↘59       |
| 9  | Тустатово                | деревня                | ↘10       |
| 10 | Черновские Выселки       | село                   | ↘56       |
| 11 | Чукалы                   | село                   | ↘346      |